# Толстой, Дмитрий Алексеевич
Дми́трий Алексе́евич Толсто́й (20 января 1923, Берлин — 14 августа 2003) — советский и российский композитор, педагог.

## Биография
Сын писателя Алексея Николаевича Толстого. Братья — физикохимик Фёдор Фёдорович Волькенштейн и физик Никита Алексеевич Толстой.
В 1943—1944 обучался в Московской консерватории по классу композиции В. Я. Шебалина и по классу фортепиано — В. В. Софроницкого. В 1947 окончил Ленинградскую консерваторию по классу композиции Б. А. Арапова, в 1950 — аспирантуру (у Д. Д. Шостаковича, затем у В. В. Волошинова). Преподаватель Музыкальной школы им. Н. А. Римского-Корсакова (1951—1952), Ленинградской консерватории (с 1967, с 1977 доцент).
Автор опер, балетов, музыки к драм. спектаклям, романсов и др.
Умер 14 августа 2003 года в Санкт-Петербурге. Похоронен на Серафимовском кладбище.

## Семья
Был трижды женат, четверо детей. Его первой женой (1943—1949) была арфистка Надежда Николаевна Толстая (в девичестве Пилипас, 1923—2010), заслуженная артистка РСФСР. Дети от этого брака — литературовед Елена Толстая и композитор Николай Толстой).
Дети от других браков: хирург Алексей Толстой (1951–2004) и Денис Толстой (род. 1958).

## Основные сочинения

### Оперы
- Маскарад по драме М. Ю. Лермонтова (1957, Пермский т-р оперы и балета)
- Марюта-рыбачка по повести Б. А. Лавренёва «Сорок первый» (1960, там же; 2-я ред. под назв.-«Повесть об одной любви», 1965, Т-р оперы и балета им. Кирова)
- Русский характер по о. п. А. Н. Толстого (1966, Ленингр. студия телевидения)
- Гранатовый браслет (по рассказу А. Куприна, 1973)
- Капитанская дочка (по повести А. Пушкина, 1976)

### Балеты
- Нунча по итал. сказке М. Горького (1964, спектакль Ленингр. хореографич. уч-ща)
- Аэлита (соч. 1966) по роману А. Н. Толстого

### Для солистов, хора и симф. орк.
- кантата Поэма о Ленинграде (сл. Л. Хаустова и О. Шестинского, 1957)

### Для симф. орк.
- Симфония Дума о Родине (1974)
- Концерт для ф-п и орк. (1968)
- Концерт для гобоя и орк. (1976)
- Концерт для кларнета и орк. (1978)

### Струн. квартеты
- I (1969)
- II (1972)
- III (1976)
- IV (1976)
- V (1979)

### Камерные произведения
- для скр., влч. и ф-п. — Трио (1965);
- для скр., альта и влч. — Трио (1962);
- для скр. и ф-п. — Ария (1945), «Танцы Аэлиты» (фантастические пьесы, 1962), Сонаты: I (1971), II (1978);

### Для ф-п.
- Большие вариации на тему Р. Шумана (1942)
- Сонаты I (1943), II (1951), III (1958), IV (1962), V, VI, VII (1974), VIII (1975), IX (1975), X (1977), XI (1977), XII (1977), XIII (1977), XIV (1977), XV (1977), XVI (1978), XVII (1979), XVIII (1979), XIX (1979), XX (памяти М. О. Штейнберга, 1979), XXI (памяти П. Б. Рязанова, 1979), XXII (1979), XXIII (1980), XXIV (1980)
- Двадцать четыре прелюдии (памяти В. Софроницкого, 1961)
- цикл «Сказки Андерсена» (1962);

### Вокальные произведения
- для голоса и ф-п. — романсы, песни, в том числе циклы на сл. А. Пушкина, «Роза»[8] (1945), Родина (сл. А. Прокофьева, 1948), Пять романсов на сл. М. Лермонтова, (1952), Жизнь поэта (сл. М. Лермонтова, 1959), Шесть английских народных песен (1960), Пение ветров (сл. Н. Заболоцкого, 1961), Времена года (сл. Н. Берендгофа, 1962), Шесть песен на сл. Л. Хаустова. и В. Григорьева (1966), Вечерний свет (сл. Ф. Тютчева, 1966), Дорога (18 романсов, сл. Н. Крандиевской-Толстой, 1973), Сани (4 романса сл. В. И. Зубова, 1992);
- для солистов и хора — кантата «Весенняя победа» (сл. А. Суркова, 1946);

### Прикладная музыка
- музыка к драматическим спектаклям, в том числе «Дон Карлос» Ф. Шиллера (Ленинград, Новый театр. 1950), «Вперед, отважные!» А. Зака и И. Кузнецова (Ленинградский ТЮЗ, 1952), «Тени» М. Салтыкова-Щедрина (Ленинград, Новый театр. 1952), «Анджело» В. Гюго (Ленинград. Гастрольный театр, 1953), «Дело» А. Сухово-Кобылина (Ленинград, Новый т-р, 1954), «Свадьба Кречинского» А. Сухово-Кобылина (Ленинградский театр комедии, 1966). «Звонок в пустую квартиру» Д. Угрюмова (Ленинградский театр комедии, 1967), «Пламя Пуэрто-Соридо» Е. Мина и А. Минчковского (Ленинградский ТЮЗ, 1962);
- музыка к кинофильмам, в том числе «Дон Сезар де Базан» (совм. с Г. Свиридовым, 1957), «Дорога уходит вдаль» (1959), «Чужая беда» (1960), «Верёвочка» (1961).

## Музыка кино
- Дорога уходит вдаль (1959)
- Как верёвочка ни вьётся… (1961)
- Секретарь обкома (1963)